# تلارم
تلارم، روستایی است از توابع بخش دودانگه شهرستان ساری در استان مازندران ایران.در مسیر ساری به شهر فریم بعد از روستای دمیر کلا قبل از روستای داماد کلا و مقابل روستای پرکوه واقع شده است.

## مشاهیر
از مشاهیر این روستا می توان به 
- شیخ اسماعیل جولا
- ملااقابابا تلارمی واقف بزرگ مازندران ملقب به جولا
- شیخ عبدالرزاق تلارمی فریمی
- آقاشیخ محمدامام جمعه تلارمی  تلارمی الاصل و ساروی مسکن داماد شیخ داود رحمانی و امام جمعه ساری در زمان احمدشاه قاجار
- شیخ داوود امام جمعه تلارمیامام جمعه ساری درزمان محمد علی شاه و پهلوی اول تا ١٣١۶
- آیت الله شیخ مرتضی امامی تلارمی فقیه و دانشمند و سیاستمدار و اعلم علمای مازندران ، امام جمعه ساری در زمان پهلوی اول و دوم، روحانی پرنفوذ ساروی
- پروفسور محمد امامی تلارمی استاد صاحب نام حقوق دانشگاههای ایران
- مهندس شهید محمود امامی تلارمی شهید در تنگه چذابه  ٢٨/١١/١٣۶٠

از مشاهیر این روستا می توان به 
- اسماعیل جولا
- ملااقابابا تلارمی
- آقاشیخ محمدامام جمعه تلارمی  امام جمعه ساری
- شیخ داوود امام جمعه تلارمی
- آیت الله شیخ مرتضی امامی تلارمی امام جمعه ساری ، روحانی پرنفوذ ساروی
- پروفسور محمد امامی تلارمی استاد صاحب نام حقوق دانشگاههای ایران
- مهندس شهید محمود امامی تلارمی شهید در تنگه چذابه   ٢٨/١١/١٣۶٠

## جمعیت
این روستا در دهستان فریم قرار داشته و براساس آخرین سرشماری مرکز آمار ایران که در سال ۱۳۸۵ صورت گرفته، جمعیت آن ۲۷نفر (۱۰خانوار) بوده‌است.